# Michel Herman Meijer de Jong
Michel Herman Meijer de Jong (Amsterdam, 2 mei 1925 - 24 december 1942) was een Nederlands Engelandvaarder.

## Biografie
Michel, een goede leerling, zat sinds 4 september 1937 op het Montessori Lyceum Amsterdam. Toen hij in de 5de klas van het lyceum zat, kreeg hij toestemming om vanuit die klas eindexamen te doen. Hij mocht ook enkele extra lessen in de 6de klas volgen. Het plan ging niet door omdat de joodse kinderen de school op 1 oktober moesten verlaten waarna ze ondergebracht werden in een apart Joods Montessori Lyceum. Hij wachtte de toekomst niet af en besloot naar Engeland te gaan.
Tussen Perpignan in Frankrijk en Planolas in Spanje stak hij de Pyreneeën over, maar hij overleefde de tocht niet. Hij werd herbegraven op Ereveld Loenen. Zijn moeder overleed in Auschwitz. Zijn vader overleefde de oorlog.